# Пентасамарийтривисмут
Пентасамарийтривисмут — бинарное неорганическое соединение
самария и висмута
с формулой Bi3Sm5,
кристаллы.

## Получение
- Синтез из чистых веществ:

{\displaystyle {\mathsf {5Sm+3Bi\ {\xrightarrow {1605^{o}C}}\ Bi_{3}Sm_{5}}}}

## Физические свойства
Пентасамарийтривисмут образует кристаллы
гексагональной сингонии, пространственная группа P 63/mmc, параметры ячейки a = 0,930 нм, c = 0,648 нм, Z = 2,
структура типа трисилицида пентамарганца Mn5Si3
.
Соединение образуется по перитектической реакции при температуре 1605 °C .